# Trego County
Trego County är ett administrativt område i delstaten Kansas, USA. År 2010 hade countyt 3 001 invånare. Den administrativa huvudorten (county seat) är WaKeeney.

## Geografi
Enligt United States Census Bureau har countyt en total area på 2 328 km². 2 301 km² av den arean är land och 28 km² är vatten.

### Angränsande countyn
- Graham County - norr
- Rooks County - nordost
- Ellis County - öst
- Ness County - söder
- Gove County - väst

### Större vägar
- Interstate 70
- U.S. Route 40
- U.S. Route 283
- K-147

### Kommuner
Trego County är uppdelat i sju kommuner (townships). Ingen av townships har styre över de andra. Det finns två städer, Collyer som ingår i Collyer Township och WaKeeney som ingår i WaKeeney Township.
| Kommun    | Befolkning | Befolkningstäthet /km² (/sq mi) | Landyta km² (sq mi) | Vattenyta km² (sq mi) | Andel vatten | Geografiska koordinater |
| --------- | ---------- | ------------------------------- | ------------------- | --------------------- | ------------ | ----------------------- |
| Collyer   | 368        | 1 (2)                           | 517 (200)           | 0 (0)                 | 0,02%        | 39°0′31″N 100°3′55″W    |
| Franklin  | 60         | 0 (1)                           | 259 (100)           | 0 (0)                 | 0%           | 38°45′42″N 100°4′10″W   |
| Glencoe   | 70         | 1 (2)                           | 93 (36)             | 0 (0)                 | 0%           | 38°55′40″N 99°38′30″W   |
| Ogallah   | 214        | 1 (1)                           | 373 (144)           | 0 (0)                 | 0,05%        | 39°0′31″N 99°41′49″W    |
| Riverside | 117        | 0 (1)                           | 296 (114)           | 15 (6)                | 4,95%        | 38°47′32″N 99°42′41″W   |
| WaKeeney  | 2 398      | 5 (13)                          | 465 (179)           | 0 (0)                 | 0,03%        | 39°0′41″N 99°52′36″W    |
| Wilcox    | 92         | 0 (1)                           | 298 (115)           | 12 (5)                | 3,85%        | 38°47′25″N 99°52′37″W   |